# Sybra bifuscopunctata
Sybra bifuscopunctata es una especie de escarabajo del género Sybra, familia Cerambycidae. Fue descrita científicamente por Breuning en 1960.
Habita en Indonesia (Célebes). Mide 16 mm.